# سروباد
سروباد ، روستایی است از توابع بخش مرکزی شهرستان خوسف، واقع در استان خراسان جنوبی که بر اساس سرشماری سال ۱۳۸۵ مرکز آمار ایران، جمعیت آن بالغ بر ۳۵۸ نفر (۸۰ خانوار) بوده‌است.